# Trojak (taniec)

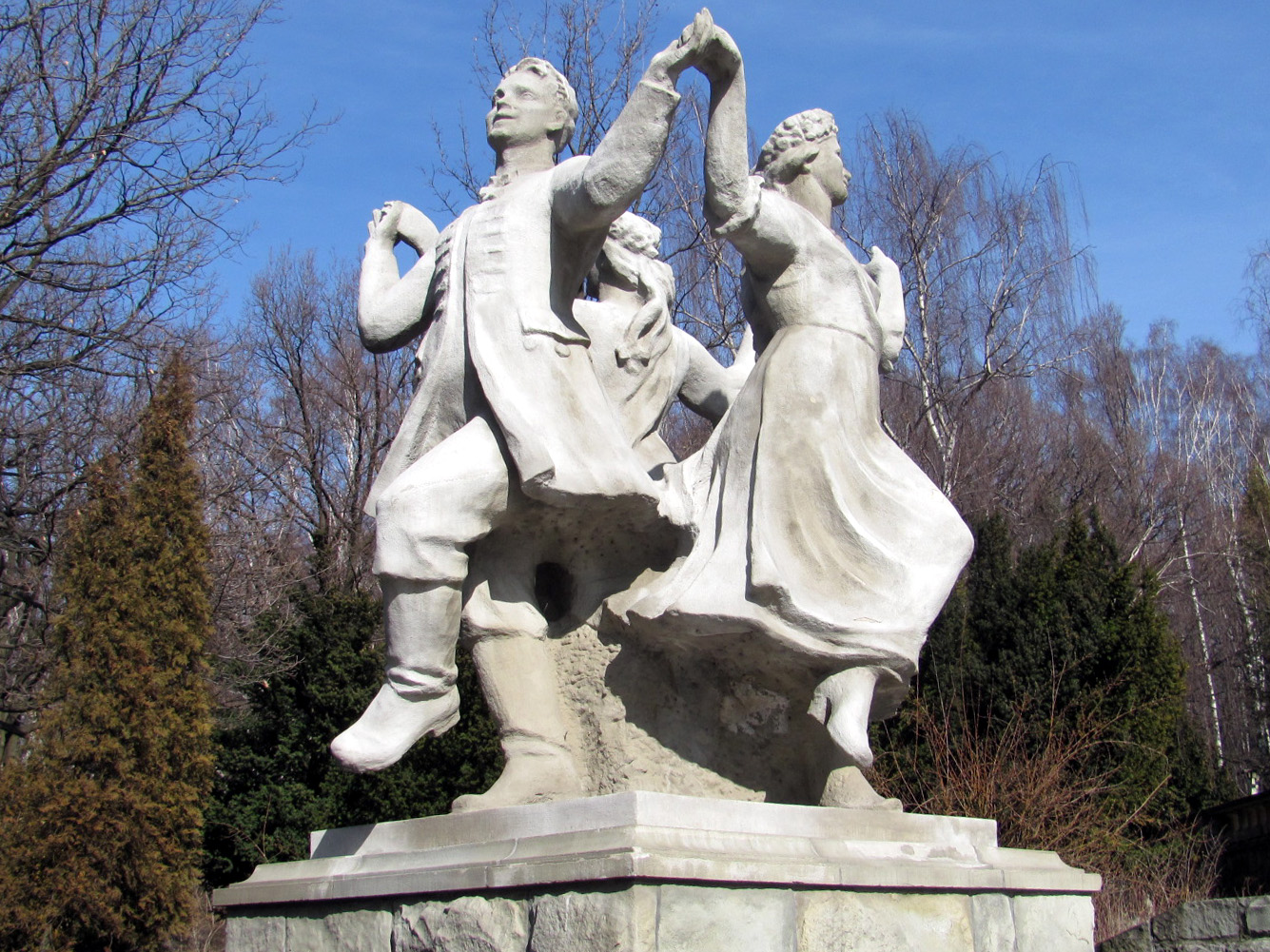
Rzeźba „Trojak” Stanisława Marcinowa znajdująca się w Parku Śląskim w Chorzowie

Trojak (śl. Trojŏk) – śląski taniec ludowy, wykonywany w trzyosobowych grupach składających się z 1 tancerza i 2 tancerek. Taniec dzieli się na 2 części: wolną w metrum 3/4 i rytmie polononezowym, oraz szybką w metrum 2/4.
Nazwa trojak związana głównie z Górnym Śląskiem, w innych częściach regionu taniec znany jako zagrodnik lub ogrodnik.